# Хебборн, Эрик
Э́рик Хе́бборн (англ. Eric Hebborn; 20 марта 1934, Южный Кенсингтон, Лондон, Великобритания — 11 января 1996, Рим, Италия) — британский художник, реставратор, педагог, арт-дилер, мемуарист и фальсификатор картин и рисунков старых мастеров. Выпускник Королевской академии художеств в Лондоне и Британской школы в Риме. После разоблачения он признался в изданной в 1991 году автобиографии в подделке работ таких художников, как Ян Брейгель Старший, Джованни Батиста Пиранези, Антонис ван Дейк и Камиль Коро. Его фальсификации произведений искусства были приобретены музеем Метрополитен, Британским музеем и Библиотекой и музеем Пирпонта Моргана, другими крупными музеями и частными коллекционерами. Полковник Роберто Конфорти, глава полицейского подразделения в Италии, занимающегося борьбой с кражами произведений искусства, называл картины Хебборна часто более прекрасными, чем оригиналы. Среди близких друзей фальсификатора были крупные художники, известные искусствоведы и богатейшие аукционеры. Длительное время Эрик Хебборн поддерживал тесные отношения с работавшим на советскую разведку британским историком и теоретиком искусства Энтони Блантом.
Эрик Хебборн скончался при загадочных обстоятельствах в Риме в 1996 году. Пресса обвиняла в убийстве фальсификатора итальянскую мафию, с которой он, предположительно, сотрудничал в последние годы жизни, и торговцев картинами, пострадавших от деятельности художника. Следствие, по мнению средств массовой информации, проводилось халатно, а по некоторым данным, уголовное дело по факту смерти Хебборна даже не было возбуждено. Судьба фальсификатора легла в основу документального фильма и криминального романа.

## Биография

### Детство и юность
Хебборн родился в лондонском районе Южный Кенсингтон в семье рабочего, по другой версии, в семье помощника лондонского бакалейщика. Семья была многодетной, Эрик был пятым среди восьми детей Джона Хебборна и Роуз Маршан. Преподаватель Университета Кентербери, автор книги о фальсификациях произведений искусства Денис Даттон писал о «бедной семье кокни». Сначала семья жила в Лондоне, а затем переехала в Ромфорд, где Хебборн был зачислен в начальную школу в Гарольд-Вуде. В ней он получил первые навыки изобразительного искусства. Новый дом семьи Эрика в Ромфорде располагался в местечке под названием «Тупик (Поворот) виселицы» (англ. Gallows Corner), где царила депрессивная атмосфера. Мальчик задавался вопросом, сможет ли он когда-нибудь простить родителей за то, что они поселились в таком мрачном месте. Позднее он вспоминал: «Ранняя часть моей жизни… была весьма печальной. Отец, кажется, всегда был без работы, а у матери было много детей, бедная женщина [постоянно] находилась в состоянии сильного стресса».
Детство будущего художника было безрадостным (со своими братьями и сёстрами он впоследствии даже не поддерживал отношений). Его мать получала удовольствие от наказания сына (в своих воспоминаниях Хебборн с издёвкой писал: «из всех её детей я был тем, кого она любила больше всего; никто из моих братьев и сестёр не получил от неё такого внимания, как я»), а сам Хебборн был склонен к провокациям. Так, 8-летний Хебборн поджёг свою школу. Художественный критик Джонатон Китс писал, что сначала Хебборна ложно обвинили в поджоге (шла Вторая мировая война и в условиях тотального дефицита мальчик использовал обгоревшие спички в качестве замены угля для рисования) и жестоко наказали по этому несправедливому обвинению, а уже затем в качестве мести мальчик действительно устроил пожар в гардеробе. Хебборн провёл некоторое время в исправительном учебном заведении, а также в приёмных семьях в городе Молдон. Тем не менее, он с 15 лет занимался в художественной школе Челмсфорда, два года спустя перешёл в художественную школу более крупного города Уолтемстоу. Уже в подростковом возрасте способности Хебборна к рисованию были признаны достаточно известным в мире изобразительного искусства Великобритании Maldon Art Club. Клуб представил его работы на выставке, когда мальчику было всего 15 лет. Наставником Хебборна в Maldon Art Club стал художник-пейзажист, обучавшийся в Королевском колледже в Шотландии. Городская газета в обозрении выставки похвалила подростка как «увлечённого и многообещающего художника».

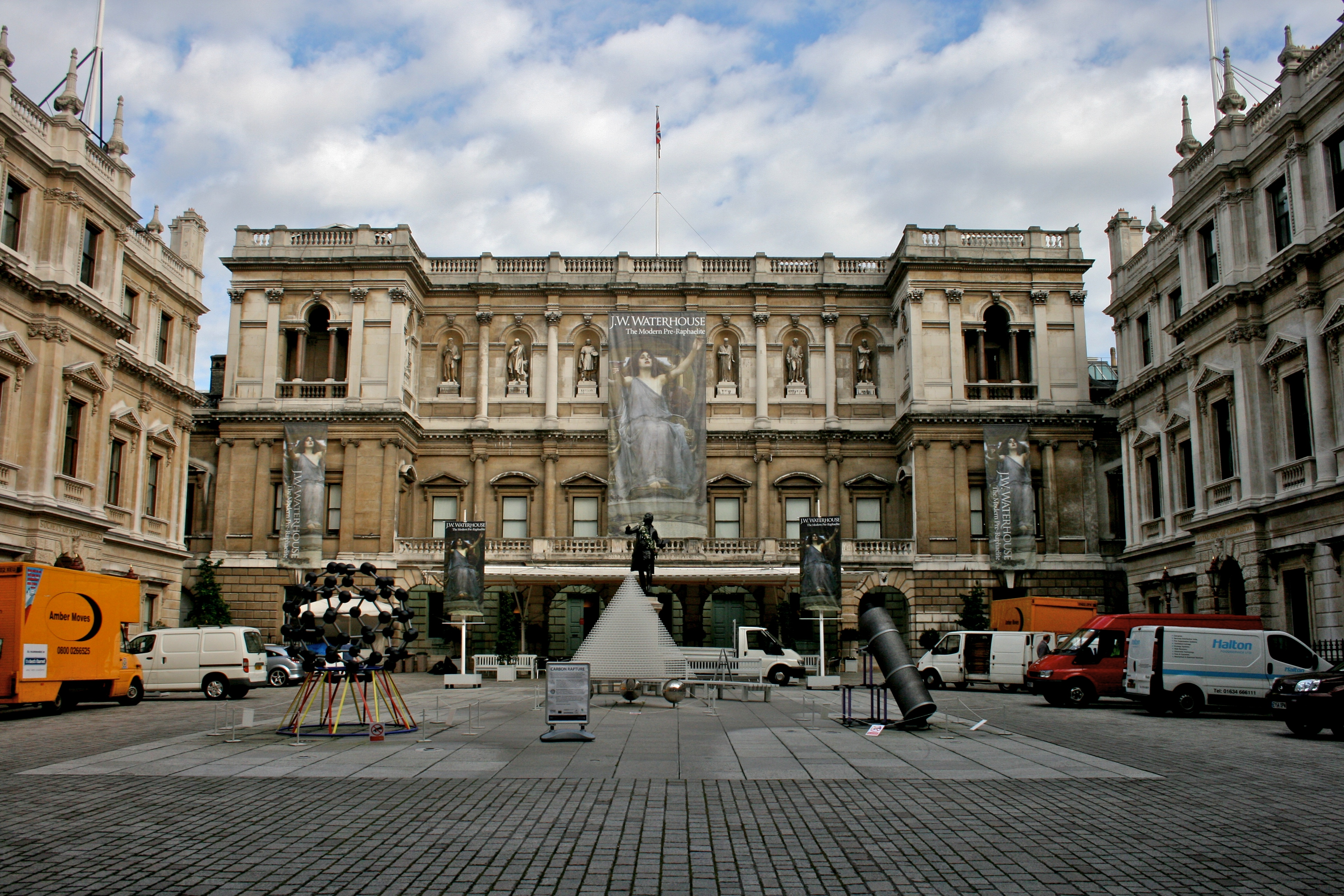
Королевская академия художеств, где учился Хебборн

Американский писатель Эдвард Дольник приводил свидетельство эксцентричного поведения будущего художника в подростковом возрасте. Он спал, высовывая ногу из окна с верёвкой, свисающей с большого пальца ноги. К верёвке была прикреплена записка, в которой потенциальным гостям предлагалось тянуть за верёвку только в случае крайней необходимости. Дольник считал, что Хебборн сознательно работал над созданием у окружающих образа «безобидного сумасшедшего» (англ. «kindhearted madman»).

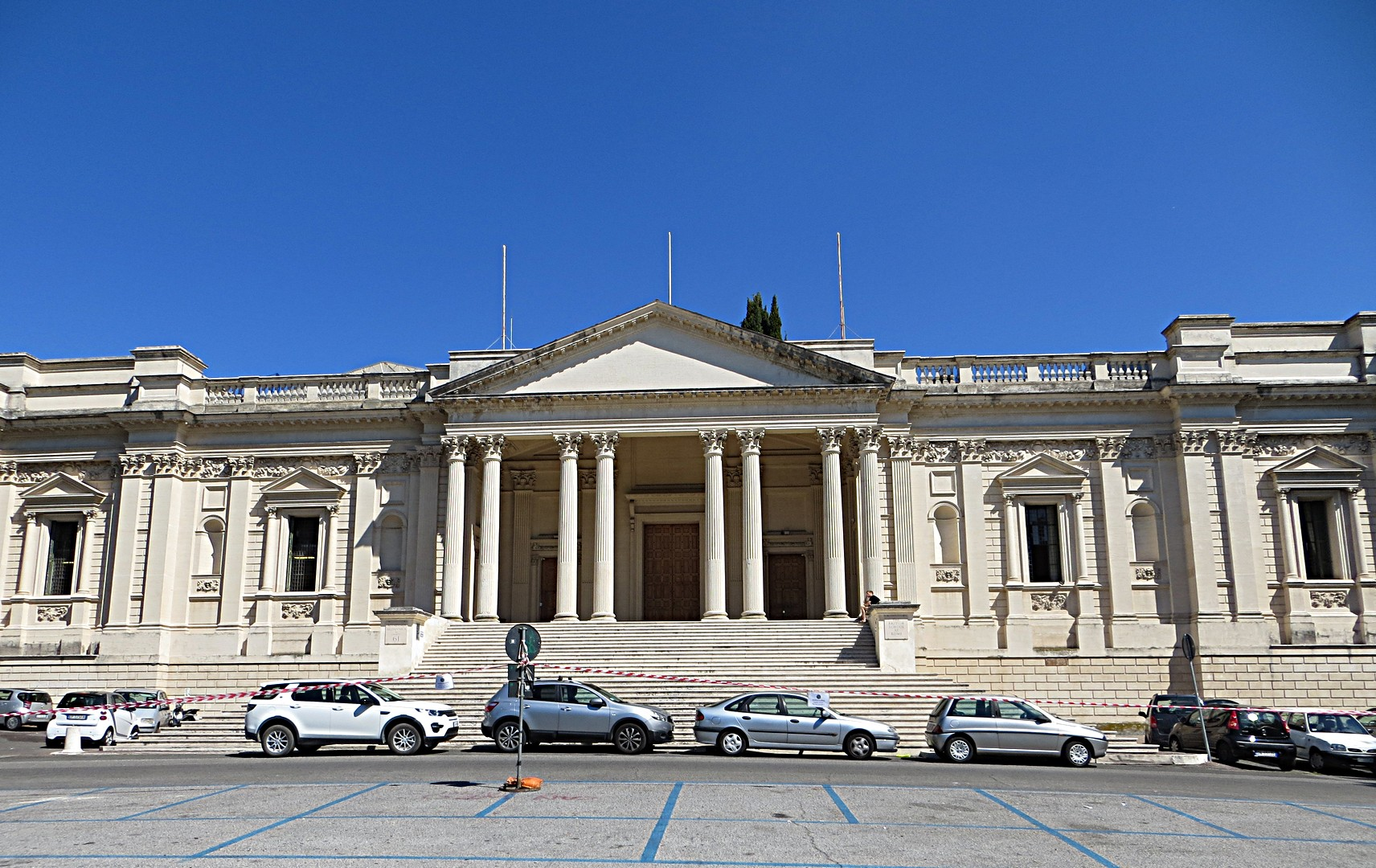
Главное здание Британской школы в Риме, где Хебборн проходил двухлетнюю стажировку

Хебборн поступил в Королевскую академию художеств в Лондоне. Во время своей учёбы в этом престижном заведении он был награждён серебряной медалью и Римской стипендией (англ. Rome Scholarship), дающей право двухлетнего обучения в Италии в Британской школе в Риме.
Ещё будучи студентом, Хебборн начал работать у реставратора Джорджа Акзеля. У него Хебборн приобрёл полезные для фальсификации работ старых мастеров навыки, которым его не обучали в Королевской академии. Он писал в мемуарах: «Я стал постепенно развивать свои способности и совершенствовать свои знания о материалах и методах старых мастеров, пока однажды не смогу „восстановить“ целую картину с нуля». В мастерской Акзеля расширяли трещины на недавно покрытых краской поверхностях, подменяли подписи малоизвестных художников на автографы выдающихся и «улучшали» старые картины, дополняя их отдельными деталями. Так, незначительный, с точки зрения искусствоведов, пейзаж после добавления воздушного шара на небе, стал ценной и дорогой картиной, отражающей раннюю историю авиации. В роскошной раме и экспонируемое в престижной галерее арт-дилера такое полотно часто повышало свою цену в пять раз. Как говорил сам Хебборн, «кот, добавленный на передний план, гарантировал продажу самого унылого пейзажа…».
Однажды торговец принёс чистый холст XVII века, на котором Хебборну Акзелем было приказано «найти» морской пейзаж голландского художника Виллема ван де Велде Младшего. Дилер показал ему фотографии известных картин ван де Велде, тип корабля, который он ожидал увидеть на холсте, указывал на некоторые детали: корабельные снасти и морские течения. Акзель подготовил холст, краски по старинному рецепту, разбавленные бензолом для ускорения высыхания, а также нанёс на уже готовое изображение кракелюры. Для убедительности он попросил Хебборна покрыть поддельную подпись ван де Велде фальсификацией подписи Яна Брейгеля. Когда эксперт будет изучать картину в ультрафиолетовом излучении, он обнаружит первую подпись, спрятанную под второй. Он неминуемо сделает вывод, что картина была подлинником Виллема ван де Велде Младшего, замаскированным под более известного и дорогого Брейгеля. Небольшая картина предназначалась «для мелкого коллекционера», что позволяло обойти дотошную музейную или аукционную экспертизу.

### Карьера фальсификатора
Джордж Акзель предложил Хебборну стать реставратором. Последний отказался и начал карьеру профессионального художника. Он создавал гравюры на дереве, акварели и рисунки тушью. Его пейзажи и портреты были благосклонно приняты знатоками антиквариата. Одна картина была принята по ошибке за работу британского пейзажиста XIX века Дэвида Кокса. На другую недобросовестный дилер добавил подпись импрессиониста Уолтера Сикерта. По мнению Джонатона Китса, художник более зрелый, чем Хебборн, воспринял бы подобные действия как похвалу своей изысканной технике, но Хебборн посчитал «экспертов дураками, торговцев — мошенниками, современное искусство — бездарным притворством».
В 1963 году, потерпев фиаско как художник (в моде был абстрактный экспрессионизм, а Хебборн писал сюжетные работы), он и его любовник, художник и мемуарист Грэм Дэвид Смит переехали в Рим. Там Хебборн впервые по собственной инициативе изготовил рисунок-подделку под старого мастера — «Оплакивание трёх Марий» в стиле Андреа Мантеньи, используя современные чернила Pelikan sepia. Смит облил рисунок кипятком, чтобы состарить, и сделал надпись англ. «EH», используя почерк Викторианской эпохи. Удача с продажей работы вдохновила партнёров на продолжение занятий фальсификацией.
Хебборн решил на какое-то время не дорабатывать старые картины, а создавать их с нуля. Начало преступного бизнеса было положено знакомством художника с владелицей антикварного магазина на Лестер-сквер Мэри Грей. Через её магазин Хебборн начал продавать поддельные рисунки, утверждая, что это — неизвестные наброски, которые художники создали при работе над полотнами. По утверждению сотрудницы газеты The Independent Джеральдин Норман, Мэри Грей первой предложила Эрику попробовать создать «старые» рисунки и выставить их на аукцион, а также предоставила чистые листы оригинальной бумаги. Хебборн начал с набросков в стиле Томаса Гейнсборо, английских акварелистов, особенно он увлёкся подделками под Огастеса Джона. Они продавались на аукционе по цене от 50 до 500 фунтов стерлингов, но основным бизнесом всё-таки была долгое время работа с подлинными, но незначительными по художественной ценности рисунками. Подделки Хебборна под рисунки старых мастеров были признаны подлинниками известными историками искусства и проданы через крупнейшие аукционы, такие как Christie’s, Sotheby’s, и лондонского дилера P. & D. Colnaghi & Co., который считается старейшей коммерческой художественной галерей в мире, так как был основан в 1760 году.
Часть работ Хебборн и Смит продавали через основанные ими сначала в Лондоне, а затем в Риме Panini’s Galleries. В качестве дилера Эрик Хебборн придерживался сформулированного им самим «золотого правила» — он никогда не работал с коллекционерами-любителями. Любой, кто хотел купить картину или рисунок в Panini’s Galleries, должен был быть специалистом в области искусства, который считал себя способным определить, приобретает ли он настоящую работу Яна Брейгеля Старшего или Антониса ван Дейка или нет.

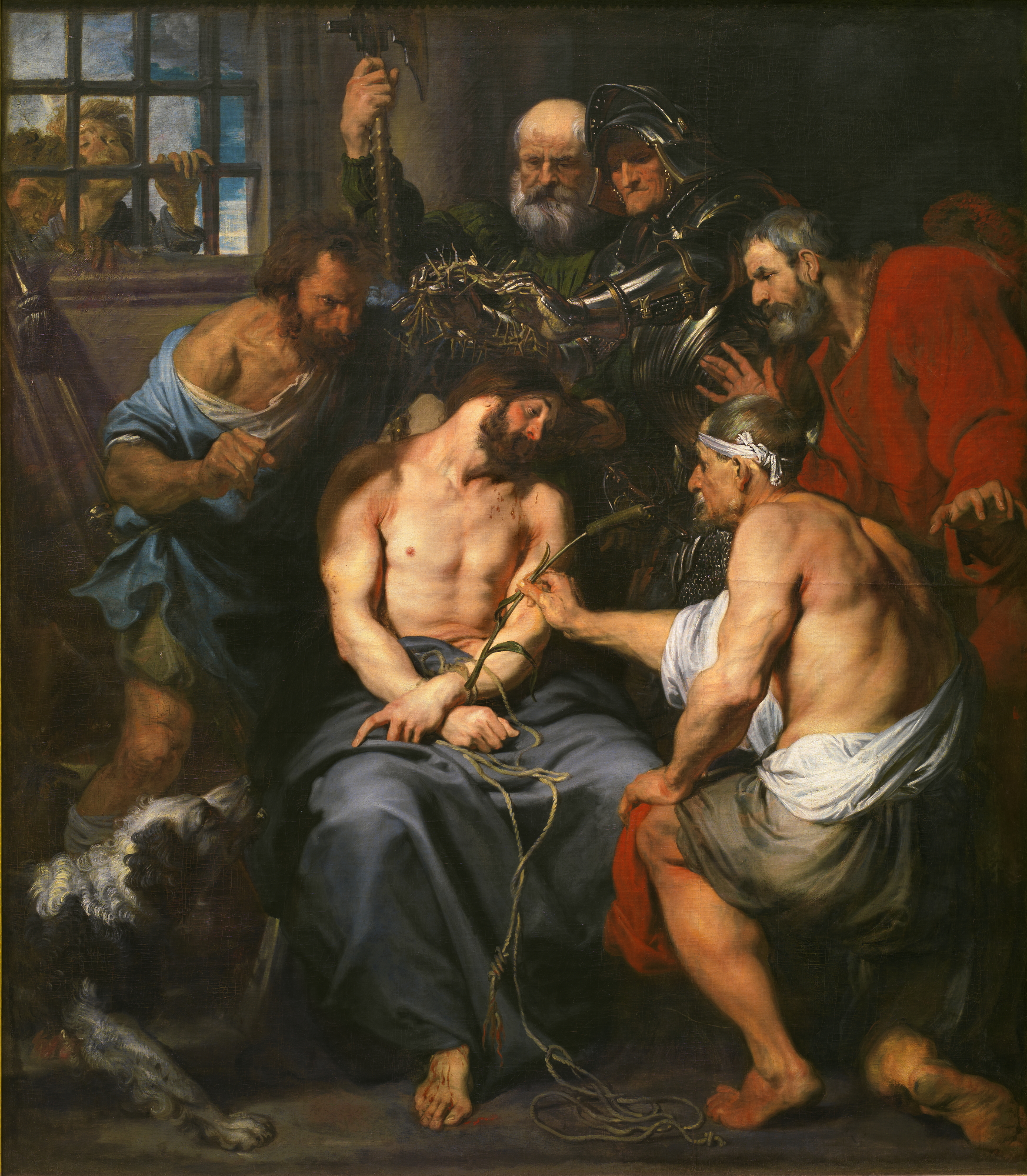
Антонис ван Дейк. Христос в терновом венце, около 1620. Музей Прадо

После разоблачения Хебборн признал своими около тысячи поддельных рисунков, которые к тому времени находились в государственных музеях и частных коллекциях под именами Бальдассаре Кастильоне, Андреа Мантеньи, Питера Пауля Рубенса, Яна Брейгеля Старшего, Антониса ван Дейка, Франсуа Буше, Никола Пуссена, Джованни Баттисты Тьеполо и Джованни Баттисты Пиранези. Кроме рисунков, он фальсифицировал скульптуры (так, бронзовый «Нарцисс», якобы относящийся к эпохе Возрождения, был подтверждён как оригинал известным историком искусства сэром Джоном Поупом-Хеннесси), а также полотна Камиля Коро, Джованни Больдини и даже своего современника Дэвида Хокни.

Эрик Хебборн. Христос в терновом венце, 1950—1970

Денис Даттон допускал, что созданные Хебборном рисунок «Вид на храмы Венеры и Дианы в Байи с юга» Брейгеля или «набросок» к полотну «Христос в терновом венце» (исп. «La Coronación de espinas», 1618—1620, холст, масло, 225 × 197 см, зал 016B), приписанный Антонису ван Дейку, «сделали бы честь их предполагаемым авторам».
На лицевой стороне рисунка фальсификатора по мотивам картины ван Дейка, являющегося якобы наброском к ней, изображена сцена коронования Христа терновым венцом. Голова Иисуса наклонена вправо. Он находится в плотном окружении четырёх римских солдат. Стражники запечатлены в быстром движении. Верхняя половина тела одного из них изображена дважды. Техника — перо, коричневые чернила и коричневая тушь. На обороте листа бумаги также присутствует рисунок — это поясной контур человека, изображённого сзади. В создании этого рисунка использованы только перо и коричневые чернила. В настоящее время рисунок Хебборна датируется широким временным интервалом с 1950 по 1970 год. На сайте Британского музея он фигурирует как «Рисунок Эрика Хебборна в манере Антониса ван Дейка» (англ. «Drawn by Eric Hebborn manner Anthony van Dyck»).
Подделка Хебборном наброска к картине Антониса ван Дейка была в конце концов признана фальсификацией (сомнения возникли в 1978 году, а Хебборн подтвердил своё авторство в письме Марку Джонсу в 1990 году; набросок был повторно атрибутирован в 1991 году). Он продолжает оставаться в коллекции Британского музея, который приобрёл его в 1970 году. В настоящее время официальный сайт музея приписывает авторство наброска уже Эрику Хебборну (инв. 1970,0411.21, 260 × 280 см, работа приобретена у P. & D. Colnaghi & Co.).
Хебборн, по словам Дениса Даттона, был «умным» фальсификатором. Он не только хорошо разбирался в технике исполнения оригинала, но и обладал, по выражению Даттона, «удивительно адаптирующимися миметическими способностями». Большинство его подделок были оригинальными работами в стиле других художников, но однажды сам Хебборн сравнил сделанную им раннюю подделку рисунка Камиля Коро с оригиналом, чтобы продемонстрировать, насколько ниже по художественным качествам его фальсификация. Свою работу он назвал «слишком робкой», ей не хватало, по его мнению, «сильной и уверенной линии Коро».

### Разоблачение и признание
Подделки Хебборна впервые были разоблачены дилерами в конце 1970-х годов, но уголовное преследование художника так и не было начато. В 1978 году дилер Colnaghi’s пришёл к убеждению, что Хебборн продал ему несколько подделок (бумага, на которой была выполнена работа, приписанная Франческо дель Косса, была идентичной той, на которой исполнен рисунок, отнесённый к произведениям Савелли Сперандио, оба эти рисунка были получены именно от Эрика Хебборна). Британский художественный критик и писатель Генри Фрэнсис Маунт, российский арт-критик Дмитрий Буткевич и Джонатон Китс писали, что впервые на это обратил внимание Colnaghi’s куратор Вашингтонской национальной галереи Конрад Оберхубер. Буткевич утверждал, что Оберхубер сопоставил бумагу двух рисунков, которые ему продал Хебборн как работы двух разных художников, и к своему удивлению обнаружил, что бумага из одной партии, а Китс — что сомнение вызвало стилистическое сходство этих двух рисунков (чрезмерная штриховка и избыточно вьющиеся волосы персонажей, а также «размытый» вид). Поддельным оказался и рисунок дель Коссы из Библиотеки и музея Моргана (он также был приобретён у Colnaghi’s), сомнение в подлинности которого высказала куратор библиотеки Феличе Стэмпфл. Сам Эрик Хебборн в автобиографии писал, что сомнение вызвали и бумага, и стиль, в котором исполнены эти рисунки. Он добавлял, что Оберхубер лично приобретал оба рисунка для Вашингтонской национальной галереи на аукционе. 10 марта 1978 года дилер Colnaghi’s опубликовал в лондонской The Times заявление:

Около восемнадцати месяцев назад наше внимание привлекла проблема подлинности группы рисунков старых мастеров, которые были приобретены двумя бывшими директорами галереи от восьми до десяти лет назад из одного источника и в течение уже нескольких лет вплоть до настоящего времени вызывают сомнения. Нынешние директора Colnaghi’s приняли решение связаться со всеми нынешними владельцами рисунков, купленных у этой компании, и отозвать их для изучения.— Джонатон Китс. Фальсификация: почему подделки — великое искусство нашего века
Джонатон Китс считал, что дилер и владельцы подделок не подали на фальсификатора в суд по целому ряду причин:
- судебная экспертиза была бесполезна, поскольку Хебборн использовал старинные бумагу и чернила[Прим 2]. Мнение профессионального искусствоведа в таких условиях вряд ли могло стать решающим в суде, а Хебборн подал бы встречный иск о клевете.
- Хебборн при представлении работы экспертам сознательно готов был представить себя в ложном свете и вызвать сомнения в своей способности определить авторство произведения искусства[29]. «Нет ничего преступного в том, чтобы нарисовать рисунок в любом избранном стиле, и нет ничего преступного в том, чтобы спросить эксперта, что он думает о нём», — писал Хебборн в своих мемуарах 1991 года[17].
- он был осторожен, поэтому не требовал за свои подделки рыночную цену, позволяя торговцу или аукционному дому самому определять, за сколько они готовы их приобрести.
- даже попытки в частном, а не в судебном порядке, подвергнуть сомнению репутацию Хебборна могли не дать эффекта, поскольку он связывался с дилерами и аукционистами часто через наёмных посредников[29].

Сам Хебборн в автобиографии добавлял к этому ряду ещё одну причину, хотя не считал её самой важной. По его мнению, арт-дилеры боялись обрушить рынок произведений искусства, так как скандальный судебный процесс мог бы вызвать сомнение и в других работах старых мастеров, приобретённых через всемирно известные аукционы.
Разоблачение привело к резкому снижению цен на рисунки фальсификатора. Хебборн мог «залечь на дно», но вместо этого он пообещал представить на рынок старых мастеров ещё 500 рисунков. Впоследствии он утверждал, что все эти работы были им проданы. По словам Хебборна, эти подделки были выполнены им с 1978 по 1988 год. В некоторых случаях дилеры, зная о выдвинутых в его адрес прессой обвинениях, даже просили его «найти» конкретные рисунки старых мастеров, которые он изготовлял, а затем продавал им.
Когда в конце 1970-х годов математик, писатель и специалист в области разоблачения подделок произведений искусства Джеральдин Норман обратилась к Хебборну с вопросом о подлинности продаваемых им работ, художник отрицал, что причастен к фальсификации произведений искусства. Позже он подал в суд на итальянскую газету, которая назвала работы старых мастеров, к продаже которых он был причастен, подделкой. Только в 1991 году Хебборн всё-таки опубликовал книгу «Тяга к неприятностям. Становление художника: автобиография» (англ. «Drawn to trouble: The forging of an artist: an autobiography»), в которой признался в фальсификациях.

### Обстоятельства смерти
В последние годы Хебборн рисовал и преподавал живопись. Ему принадлежали мансарда в пролетарском районе Рима Трастевере и богатый загородный дом в коммуне Антиколи-Коррадо недалеко от Рима.
Получив стипендию в Риме, в юности Хебборн жил в сторожке виллы Дориа Памфили и на Виа Джулия. Окончательно переехав в Италию, он арендовал виллу Сан-Филиппо вблизи деревни Антиколи. Это был дом папских садовников. В поисках постоянного места жительства он нашёл в лесу под Антиколи заброшенную постройку. Принимая активное участие в строительстве, он возвёл на её месте загородный дом Санта-Мария, в котором провёл почти все последующие годы своей жизни, кроме нескольких последних лет. С возрастом он понял, что дорога пешком (это был единственный вариант) из Санта-Марии в Антиколи уже сложна для него. Из-за этого он стал жить на квартире на площади Сан-Джованни-делла-Мальва в Трастевере. Знакомые отзывались о Хебборне как о гедонисте, любившем изысканную пищу и дорогое итальянское вино. Джеральдин Норман, посетившая его на дому в 1978 году, застала художника за несколькими бутылками красного вина в компании его филиппинского любовника с волосами до талии.

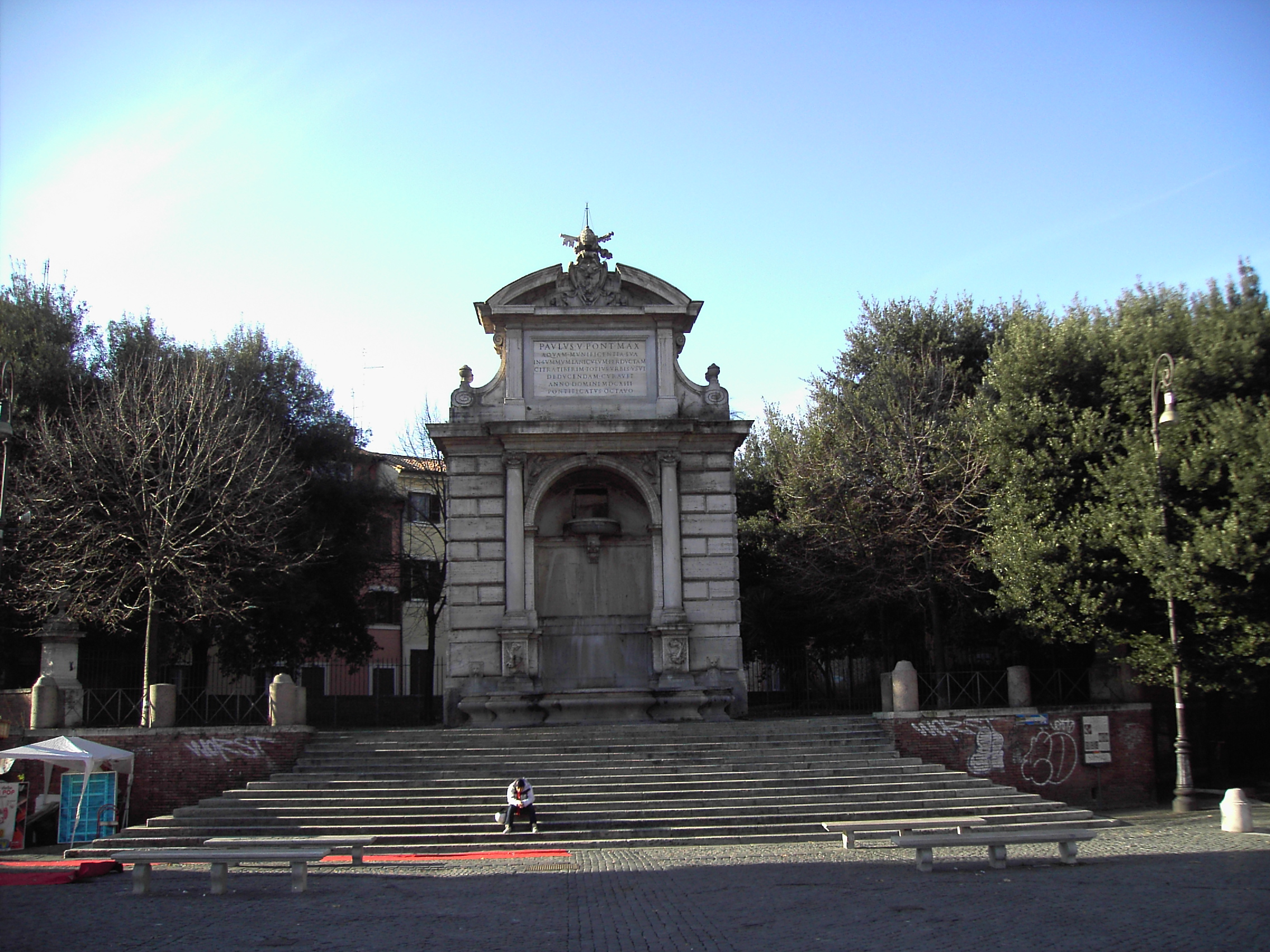
Пьяцца Трилусса — место, где был обнаружен Хебборн 8 января

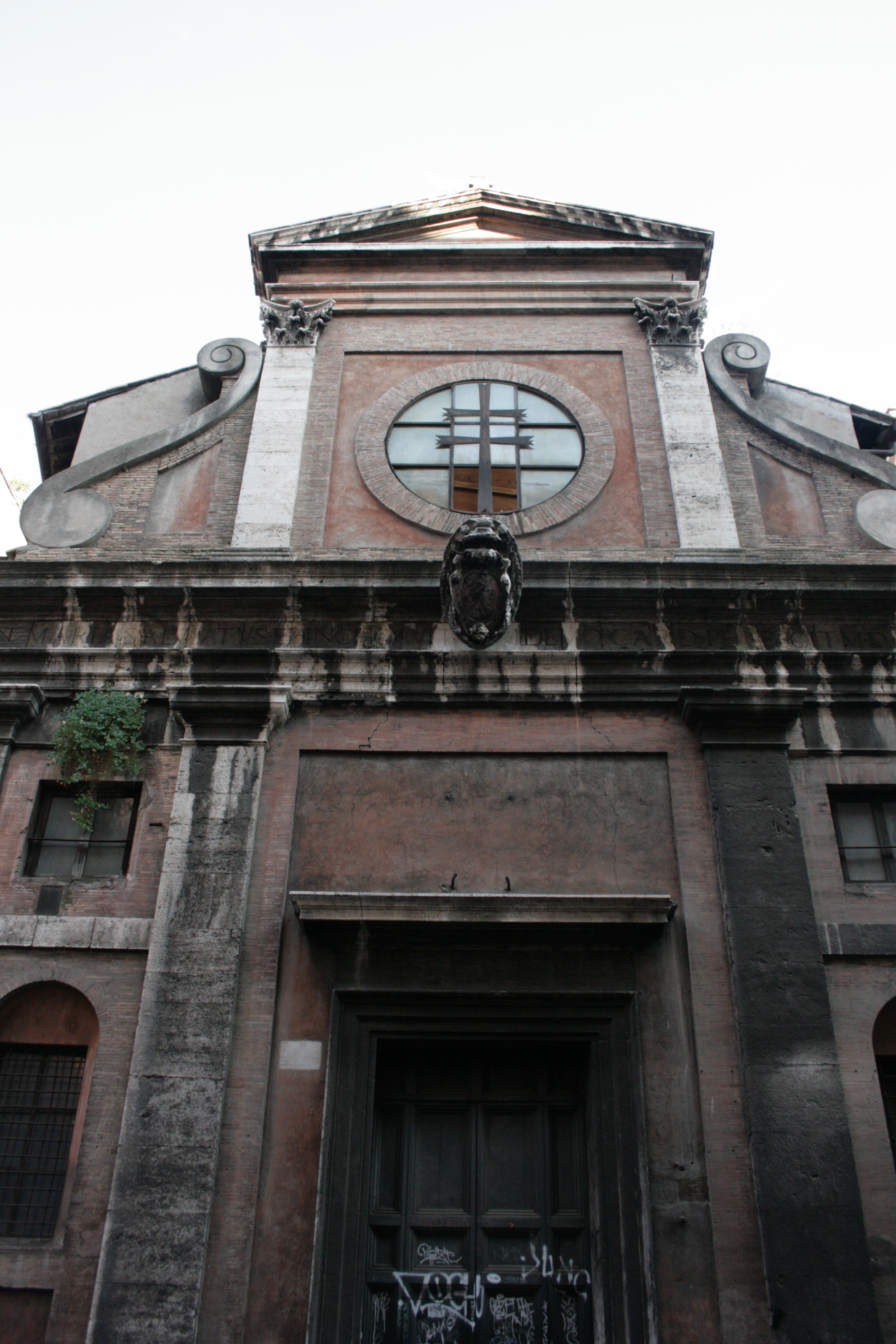
Больница Сан Джакомо дельи Инкурабили, где Хебборн скончался 11 января

8 января 1996 года Хебборн был найден лежащим без сознания в Трастевере. Британская пресса позже уточнила место этого события — Пьяцца Трилусса неподалёку от реки Тибр. Полиция заявила, что возможны два варианта: Хебборн мог упасть сам (возможно, он перенёс инсульт) или на него напали. Его не ограбили. Кошелёк и кредитные карты были при Хебборне, когда его доставили в больницу. 11 января фальсификатор скончался в больнице для неизлечимых Сан Джакомо дельи Инкурабили. Выяснилось, что вечер дня перед обнаружением он провёл с друзьями за выпивкой возле своего дома. По другой версии, дождливым вечером он в одиночестве зашёл в бар, чтобы выпить несколько бокалов вина и попросил хозяина приготовить ужин. Власти потребовали вскрытия. В свидетельстве о смерти её причиной было названо внутреннее кровотечение. Было выяснено, что смерть последовала в результате тяжёлой травмы черепа, которая могла произойти, например, в результате нанесения удара молотком сзади. Считалось, что полиция так и не смогла найти убийцу. В 2019 году британская газета The Guardian сообщила, что «полицейское расследование смерти Хебборна никогда не проводилось» (Джонатон Китс писал, что оно всё-таки проходило, но осуществлялось формально). Причины смерти Хебборна до настоящего времени остаются загадкой.
Было высказано предположение, что к убийству Хебборна могла быть причастна итальянская мафия. Пресса допускала, что в последние годы жизни художник работал на неё. Начало сотрудничеству, возможно, было положено в 1978 году, когда он был разоблачён как фальсификатор. Хебборн, привыкший к комфорту в быту, настолько отчаянно нуждался в деньгах, что источники его доходов «становились всё более сомнительными». В своих мемуарах художник вскользь упомянул некий портрет «босса мафии», над которым трудился, утверждая, что сделал «предварительные этюды, за которыми внимательно наблюдали четыре вооружённых человека в шёлковых костюмах». Сразу после смерти Хебборна в его квартире неизвестными людьми был произведён обыск. Средства массовой информации предположили, что кому-то было необходимо уничтожить компрометирующие их улики. Один из ближайших друзей Хебборна предоставил создателям фильма, посвящённого судьбе фальсификатора, имя и фотографию человека, которого считал виновным в смерти художника. Этот человек действительно оказался связан с мафией.
Версия с мафией не была единственной. По предположению газеты The Daily Mail, с художником свёл счёты разъярённый коллекционер произведений искусства. Сообщалось также, что Хебборн получал угрозы и боялся некоего торговца картинами. Преподаватель Университетского колледжа Лондона Дэвид А. Смит писал, что убийство Хебборна было «организовано недовольным членом художественного истеблишмента». Он не сомневался, что смерть фальсификатора была насильственной. Джонатон Китс утверждал: «Слишком много людей хотели его смерти по слишком многим причинам».
В автобиографии Хебборн писал, что для него наступила пора заплатить «за неумеренность в молодости». «Всевозможные излишества» резко ухудшили в 1990-е годы его здоровье. Он признавался, однако, что «подобно счастливым сибаритам из Древнего Китая», «исповедует философию довольства, а посему свою жизнь на другую менять не намерен». Намекая на возможность добровольного ухода из жизни, он завершал свою книгу словами: «когда удовольствия от жизни или искусства станут мне недоступны, придёт время ухода».

## Особенности личности
Эрик Хебборн воспринимался общественным мнением как талантливая, но эксцентричная фигура, которая не несла угрозы для общества. Полковник Роберто Конфорти, глава полицейского подразделения в Италии, занимающегося борьбой с кражами произведений искусства, называл картины Хебборна часто «более прекрасными, чем оригиналы». Некоторые искусствоведы обвинили Хебборна в лицемерном оправдании своей деятельности в автобиографии «Втянутый в беду: Признания мастера-фальсификатора» (под таким названием книга «Тяга к неприятностям. Становление художника: автобиография» вышла в издательстве Random House), так как он получал прибыль от подделок произведений изобразительного искусства. Денис Даттон писал, что Хебборн был очаровательным мошенником, был очень умён и предстал перед читателями своей автобиографии превосходным писателем. Джонатон Китс охарактеризовал фальсификатора как нарцисса и хвастуна. Финский следователь по делам о фальсификации произведений искусства Юрки Сеппяля и журналист Ристо Румпунен писали в книге «Мошенники в мире искусства: гениальные аферы и громкие расследования», что Хебборн «напоминал плюшевого медведя, обладал мягкой манерой речи и производил впечатление скорее торговца итальянским вином и пармезаном».
Художественный критик газеты The New York Times описывал его как человека приветливого и обаятельного, с густыми волосами и бородой, который быстро располагал к себе окружающих и легко завязывал дружеские отношения с высокопоставленными лицами. Среди них был сэр Энтони Блант — британский историк и теоретик искусства, директор Института искусств Курто в Лондоне и агент советской разведки, которого СМИ называют одним из членов «кембриджской пятёрки» (фальсификатор писал в своих мемуарах, что ничего не знал о шпионской деятельности Бланта). Хебборн утверждал, что многое узнал от него о коллекционировании произведений искусства. По утверждению художественного критика Дмитрия Буткевича, именно Блант сказал Хебборну, что два его рисунка похожи на работы Никола Пуссена, что и подсказало молодому художнику идею о фальсификации картин старых мастеров, когда картины самого Хебборна не принесли ему успех. Джонатон Китс также писал, что Блант как-то в беседе сказал Хебборну, что если он будет делать свои рисунки на старой бумаге, то «они легко сойдут за оригиналы».
В 1994 и 1995 годах бывший партнёр по криминальному бизнесу и любовник Грэм Смит попытался опровергнуть отдельные утверждения Хебборна в его автобиографии, утверждая, что некоторые из фальсификаций художника на самом деле не были подделкой. В статье, опубликованной в журнале Art and Auction, и в заметке в газете The Independent Смит утверждал (и это утверждение, по мнению сотрудников музея, подтвердилось), что Хебборн не создавал после того, как уничтожил первоначальное изображение, как он хвастался, рисунок в стиле школы Брейгеля (вид римских руин), который в настоящее время находится в музее Метрополитен. Он даже заявил, что сам купил этот рисунок на лондонском аукционе.

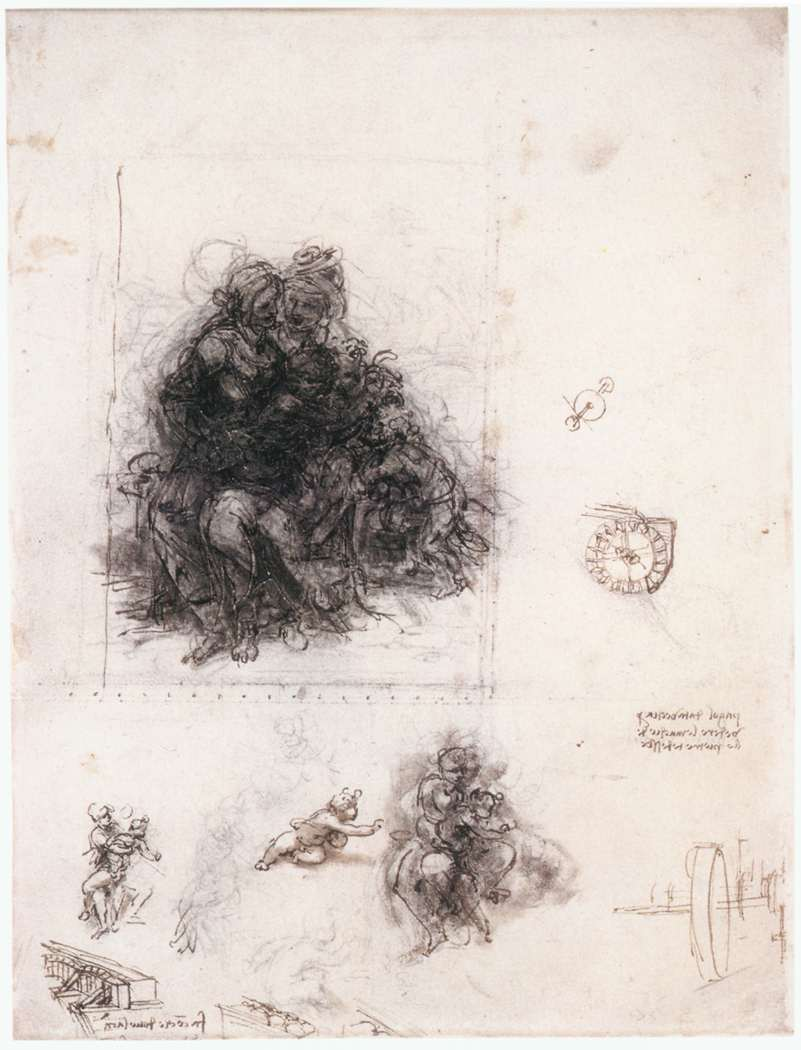
Леонардо да Винчи. Мадонна с младенцем и Святой Анной, между 1503 и 1510. Набросок из Берлингтон-хауса

В разное время Хебборн заявлял о фальсификации картин Аннибале Карраччи и Рогира ван дер Вейдена, а затем опровергал собственное заявление. Во время съёмок документального фильма BBC в 1991 году он признался репортёру Бену Гудеру, что создал с нуля рисунок Леонардо да Винчи «Мадонна с младенцем и Святой Анной» с маленьким Иоанном Крестителем (26 × 19 см, бумага, уголь, перо, акварель, между 1503 и 1510), в настоящее время входящий в коллекцию Британского музея. Хебборн утверждал, что оригинал был непоправимо повреждён (якобы он был забыт возле горячего радиатора в подвале Берлингтон-хауса), ещё когда он был студентом Королевской академии, где тогда хранился рисунок, и что его тайно вызвали, чтобы воссоздать его. В качестве же компенсации Академия присудила ему Римскую стипендию. Академия опровергла это заявление. Грэм Смит также высказал сомнение в подделке Хебборном рисунка Леонардо да Винчи. Писатель Чарльз Николл не нашёл никаких доказательств версии Хебборна.

## Сексуальная ориентация
Эрик Хебборн был гомосексуалом. В автобиографии Хебборн возводил истоки своей сексуальной ориентации к пребыванию в исправительном учреждении в Лонгмуре. Там был мальчик по имени Джимми, которого отправили в Лонгмур в тот же день, что и Хебборна. Когда они переодевались в одежду установленного образца, Хебборн увидел Джимми обнажённым. В связи с этим он объяснял: «Впервые я осознал физическую красоту». Хебборн проникся любовью к Джимми, в которой он ещё не полностью отдавал себе отчёт. Гомосексуальность в то время преследовалась по закону, поэтому редко обсуждалась, а человек, испытывавший её, чаще всего пытался подавить. Привязанность к Джимми сохранялась у Хебборна и впоследствии (уже взрослым он признавал их отношения «проявлением истинной любви»), но подверглась серьёзному испытанию однажды ночью, когда Джимми пробрался в постель будущего художника и изнасиловал его.
Длительное время Хебборн поддерживал близкие отношения с Грэмом Смитом (с 1956 по 1969 год), а затем — с неким Эдгаром. В автобиографии Хебборн писал, что секретов друг от друга у него с Эдгаром не было, и «он часто играл роль… записной книжки» при переговорах с арт-дилерами. Сотрудница газеты The Independent Джеральдин Норман описывала Грэма Смита в годы отношений с Хебборном как пухлого молодого человека, который всегда носил белый шерстяной свитер. Отец Грэма был кочегаром на мыловаренной фабрике Knight’s Castile в Сильвертауне в Восточном Лондоне. Его мать умерла, когда мальчику было шесть лет. Отец отправил его в туристический лагерь, где он был изнасилован. Он учился с 16 лет в художественной школе Уолтемстоу, где познакомился с Хебборном, а затем — в Королевском колледже искусств в Лондоне. Его работами впоследствии были эротические рисунки, выражающие ужас гомосексуального сообщества перед СПИДом, выполненные в академическом стиле, характерном для французских художников XIX века. Первым совместным жилищем Хебборна и Смита стала комната в отеле «Камберленд», в трущобах Хайбери на севере Лондона.
После возвращения Хебборна из Италии два молодых художника посещали антикварные магазины и занимались куплей-продажей старых рисунков. Позже Смит резко изменил имидж и превратился «в маленького человечка в чёрной шляпе-трильби, чёрной кожаной куртке, чёрных брюках и чёрных ковбойских сапогах». На шее у него висела золотая цепочка с ажурным сердцем — напоминание об отношениях с новым любовником (художником и декоратором, трансгендером из лондонского района Патни). Грэм Смит в 1978 году поддержал разоблачителей Хебборна, но утверждал тогда, что никогда даже не видел фальсификатора за работой над подделками. В 1995 году он признал, что лично старил для фальсификатора полотна. В это время он работал над автобиографией, где значительное место должно было быть уделено отношениям с Хебборном. Она вышла в свет в 1996 году. Смит признавал, что разоблачениями пытается привлечь внимание как к книге, так и к своему творчеству.
Одну ночь Хебборн, по его собственному утверждению, провёл с Энтони Блантом. Одним вечером в Институте Курто, престижной школе истории искусств, возглавляемой Блантом, они легли спать вместе, но, как писал позже Хебборн: «Наше состояние опьянения, вызвавшее то, что в некоторых кругах известно как упадок сил пивовара, не позволяло нам сделать что-либо, кроме как выспаться». Знаменитый искусствовед был очарован молодым в то время художником. Хебборн также говорил: «Энтони, безусловно, привлекал меня физически». Хебборн и Смит останавливались у Бланта в Институте Курто во время своих визитов в Лондон, а Блант проводил с ними каникулы в Италии. Смит утверждал, что, несмотря на гомосексуальность Бланта и Хебборна, сексуальных отношений у них не было, так как «Эрика заводят только красивые молодые парни».
Гомосексуальность, по мнению Джеральдин Норман, помогла Хебборну утвердиться в мире искусства и организовать продажи свои подделок. Среди его влиятельных друзей были представитель Christie’s в Риме Гарри Уорд-Бейли и Тони Кларк, директор Института искусств Миннеаполиса.

## Фальсификация произведений искусств

### Проблема психологических мотивов обращения Хебборна к фальсификации
Сотрудница художественной галереи в Веллингтоне, консультант аукционного дома в Окленде и эксперт юридической фирмы MartinJenkins Аманда Моррисси-Браун в своей диссертации попыталась с помощью автобиографии Хебборна и известных ей фактов его биографии провести психоаналитический анализ его личности, чтобы вскрыть мотивы работы по созданию фальсификаций произведений искусства. Она обратила внимание на пролог автобиографии Хебборн, где он представляет читателю рассказ о вымышленном художнике по имени Винсент Ван Бланк, который, пытаясь стать богатым и известным, обращается к фальсификации произведений искусства. Рассказ полон сарказма и представляет собой описание жизненного пути фальсификатора сначала к признанию, а затем — к разоблачению. По мнению Моррисси-Браун, в нём легко можно установить аналогию с самим Хебборном. Искусствовед считала, что, с точки зрения самого Хебборна, он не был преступником. Напротив, он — тот, кто наиболее честен в своих знаниях и имеет самое глубокое понимание искусства, потому что знает, «как читать и писать на его языке». 
Моррисси-Браун делает акцент на описаниях Хебборна жестоких наказаний, которые устраивала ему в детстве мать. Слышать крики боли мальчика было для неё радостью. Он утверждал, что может обоснованно заявить: «ни один ребёнок никогда не доставлял родителям более невинного удовольствия» своими страданиями. Во время Второй мировой войны мать заперла его в своей комнате за то, что он быстро израсходовал чай, выдаваемый по карточкам. Он находился в комнате так долго, что вынужден был облегчиться прямо на полу. Не имея возможности спрятать или убрать фекалии, охваченный страхом Хебборн «приступил к использованию этого материала для создания того, что он назвал „низкорельефными скульптурами“ вдоль стен и пола». После инцидента с поджогом школьного гардероба мать решила преподать сыну урок — зажигая спички, она гасила их о тело мальчика, «пока ей не стало скучно». Последний раз он увидел мать после суда перед направлением в исправительное учреждение. Он вспоминал: «Я видел свою маму в последний раз. Возможно, для большинства это было горьким событием, но для меня это было облегчение, о котором я никогда не жалел». Отца художник упоминал в автобиографии редко. Обычно это происходило в связи с тем, что мать бьёт мальчика отцовским ремнём или когда отец останавливает избиение сына в страхе, что услышат соседи. Моррисси-Браун приходила к выводу, что в связи с психологической травмой, связанной с детством, процесс формирования Super-ego Хебборна был нарушен, а идентификация с родителем своего пола не была завершена. Контроль Хебборна над своим бессознательным началом также был нарушен.
Именно в связи с психологической травмой детских лет Хебборн, по мнению Моррисси-Браун, увлёкся изобразительным искусством и, в частности «зациклился» (англ. «his fixation») на атрибуции произведений искусства. Хебборн утверждал, что он ясно помнит конкретный случай, который произошёл с ним в школьные годы. Он нарисовал чучело совы. Рисунок вышел удачным и мальчик попытался, но не смог скрыть его от матери. Она грубо осведомилась, откуда он взял рисунок, и когда Хебборн заявил, что нарисовал его сам, мать безоговорочно отвергла эту атрибуцию. Она обвинила его во лжи и избила в наказание. Это событие имело долговременные последствия. Хебборн сконцентрировался на идее «правильной атрибуции произведений искусства правильному художнику» и на том, что именно «неправильная атрибуция виновата в продаже „поддельных“ работ». Хебборн открыто заявлял: «Я не мошенник, я просто делаю то, что люди всегда делали на протяжении всей мировой истории. Я считаю, что настоящий преступник, если он есть, — это человек, давший ложную атрибуцию». Его цель как фальсификатора произведений искусства, с точки зрения Моррисси-Браун, заключалась в том, чтобы «указать пальцем на истинных виновников» преступления, «разоблачая фальшивых экспертов» и «злодея арт-дилера»..

### Особенности фальсификации произведений искусства
Денис Даттон писал, что Хебборн был значительно более искусным фальсификатором произведений старых мастеров, чем Хан ван Мегерен. Ему не только лучше и убедительней удавалось воспроизвести стиль оригинала, но и сами его произведения «обезоруживают своей живостью и грацией». Исследователь писал, что они «прекрасны как… визуальные объекты». Выявлению работ фальсификатора препятствует его успешная карьера в качестве торговца подлинными раритетами старых мастеров. По мнению Джонатона Китса, Хебборн продемонстрировал в своём творчестве необычайное разнообразие стилей, что также затрудняет поиск его подделок. По подсчётам бывшего директора Метрополитен Томаса Ховинга, диапазон Хебборна как имитатора является самым широким в истории изобразительного искусства.
Искусство рисования, с точки зрения Эрика Хебборна, представляет собой «древний и почти мёртвый язык, грамматика которого практически не изменилась с момента появления человека на земле». Эту древнюю грамматику можно изучить и использовать в настоящее время, если отказаться от современного искусства (искусство XX века Хебборн считал свидетельством психического и духовного расстройства, свойственного нашему времени). Фальсификатор же находится «в том же положении, что и актёр, который должен выучить текст и действия персонажа перед тем, как дать убедительное изображение» этого героя на сцене перед зрителями во время спектакля. Он может «проникнуть в сознание» художника прошлого благодаря глубокому пониманию его работ.
Чтобы добиться успеха, Хебборн должен был знать не только нюансы того, как «старый мастер» писал или рисовал, но и тонкости рассуждений историка искусства. Фальсификатор воспринимал своё творчество как соревнование с экспертами, своеобразную игру. Оппонент должен был подтвердить подлинность произведения искусства, если будет использовать научные методы экспертизы (парадоксальная точка зрения Эрика Хебборна заключалась в том, что злейший враг фальсификатора — не хороший специалист, а некомпетентный, слабые знания и ошибочные рассуждения которого приводят к произвольным выводам и который по этой причине не может быть приведён к тем выводам, к которым фальсификатор его пытается подвести). Готовясь создать набросок для «Портрета Луи Робера» Камиля Коро, Хебборн рассчитывал, что эксперт фирмы P. & D. Colnaghi & Co. знаком с оригиналом картины в Лувре и наброском к нему в Художественном музее Фогга. Художник не поставил на подделке подпись Коро и даже притворился, что считает автором рисунка Эдгара Дега. «Я делал ставку на его [эксперта] знания, интеллект и понимание [высокого] качества [произведений искусства]», — писал Хебборн в воспоминаниях (чтобы придать убедительность фальсификации работы Коро, он использовал чёрный мел на викторианской синей бумаге с оригинальным водяным знаком итальянского производителя Фабриано). В другой раз инициалы англ. «E. H.» (принадлежащие самому Эрику Хебборну) были поставлены на рисунке в стиле Андреа Мантеньи, что вызвало гипотезу о существовании неизвестного последователя итальянского мастера. Часть работ фальсификатора позднего периода состоит из грубых, легко обнаруживаемых имитаций, выполненных красными чернилами, чтобы эксперты наивно поверили, что обнаружить его подделки стало легко. Он советовал начинающим фальсификаторам придумывать имена авторов своих подделок. По его мнению, это — способ развлечь себя и одновременно занять экспертов. Подпись не будет в этом случае связана с предметом обмана. Она будет служить лишь для укрепления иллюзии о древности произведения.
Хебборн предназначал свои подделки для экспертов, но не обходил вниманием в своих литературных работах и антикварные магазины. В рекомендациях по общению с их владельцами он писал, что можно получить вполне разумную цену за подделку, если удастся убедить хозяина уже в том, что изображение просто является оригиналом и сделано вручную. Он советовал рассказывать, что произведение искусства получено в наследство от богатой тёти, которая говорила, что оно стоит целое состояние, но отсутствует возможность представить его на Sotheby’s. Он добавлял, что антикварные магазины являются отличным местом сбыта таких фальсификаций, которые не обманут эксперта. «По словам моего знакомого торговца антиквариатом, сегодня примерно 80 % антиквариата — это подделки», — утверждал Хебборн.
Помимо бумаги и краски соответствующей эпохи, фальсификатор использовал клей, приготовленный по рецепту одного из учеников Джотто, чтобы предотвратить растекание чернил. Всего же у Хебборна было 20 рецептов чернил, в том числе особые чернила из чернильных орешков для копий с Николя Пуссена (фальсификатор считал, что у старых мастеров, кроме этого, были наиболее популярны ещё два рецепта чернил, где основой служили сажа из дымохода печи, в которой сжигались ивовые поленья и чернила каракатицы). Он измельчил их в ступке пестиком в мелкий порошок. Затем добавил дождевую воду, стружку от старого ржавого гвоздя и дал воде испариться до нужной консистенции. Были достигнуты свойства французской туши XVI века.
После разоблачения Хебборн заявил, что с этого момента он разделит свои подделки на две группы. В первой группе будут очень осторожные и детально продуманные фальсификации, в которых он не будет совершать те ошибки, которые привели к его разоблачению. Вторая же группа будет состоять из грубых, легко обнаруживаемых подделок, чтобы эксперты поверили, теперь они легко смогут обнаружить его работы. Он заявил: «Обманывать стоит только экспертов. Чем лучше эксперт, тем больше удовольствия от его обмана».
При всём этом большом количестве хитрых уловок, которые он разработал, Хебборн утверждал, что его работы «на самом деле вовсе не подделки, даже не имитации, а, по сути, произведения искусства». Он с гордостью писал, что когда смешивал для продажи подлинные рисунки с некоторыми из своих имитаций, то именно они обычно считались оригиналами, тогда как некоторые оригиналы отклонялись как подделки. Профессор теории искусства Тьерри Ленен писал, что Хебборн — фальсификатор, который сам объясняет в своих книгах то, что он сделал, «на кристально ясном языке, изобилующем тщательно подобранными ссылками и цитатами», пишет о проблеме аутентичности произведения искусства так, как это сделал бы специалист по теории искусства.

## Приписываемые Эрику Хебборну работы

### «Вид на храмы Венеры и Дианы в Байи с юга» Яна Брейгеля Старшего

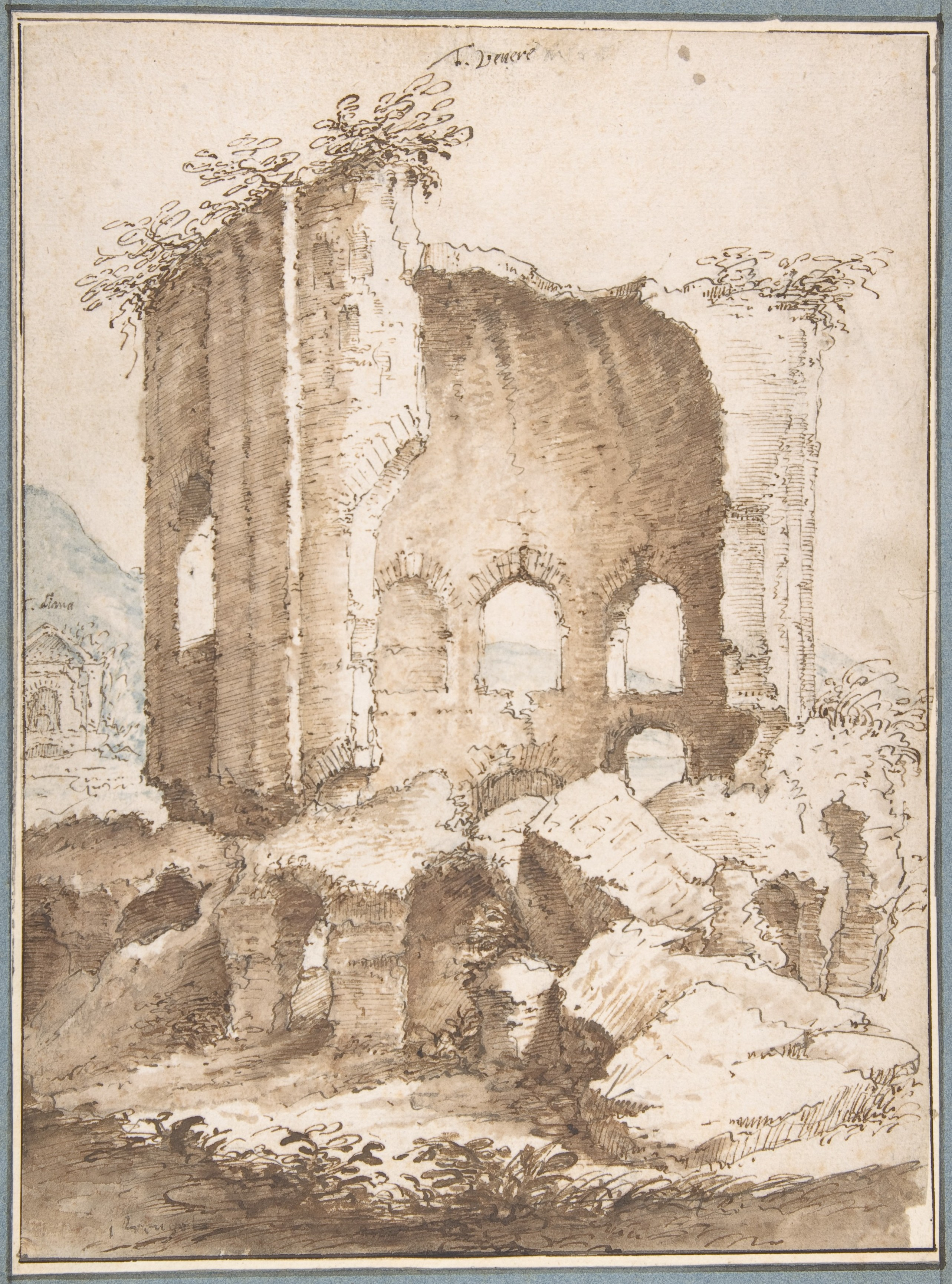
Круг Яна Брейгеля Старшего. Вид на храмы Венеры и Дианы в Байи с юга, около 1594. Музей Метрополитен

Рисунок «Вид на храмы Венеры и Дианы в Байи с юга» (англ. «View of the Temples of Venus and of Diana in Baia from the South») до настоящего времени находится в коллекции музея Метрополитен в Нью-Йорке (инв. 65.209). Он поступил в качестве дара супруги Карла Селдона в 1965 году. На сайте музея указаны в качестве известных предыдущих владельцев Эрик Хебборн и P. & D. Colnaghi & Co. Рисунок приписан кругу нидерландского художника Яна Брейгеля Старшего (в качестве предыдущей атрибуции указано авторство Яна Брейгеля Младшего) и датируется временем около 1594 года. Его размер — 26,2 × 19,4 см. Техника исполнения — перо и коричневая тушь, коричневые и синие краски поверх чёрного мелка, линии прочерчены коричневыми чернилами.
В центре вверху находится надпись «Т. Venere», а слева посередине — надпись «T. Diana», выполненные пером и коричневыми чернилами. Внизу слева находится надпись «i. Bruegel» пером и серыми чернилами (почерк XVII или XVIII века). На обороте внизу справа надпись «D 28670», сделанная карандашом (сделана сотрудниками Colnaghi Galleries).
В начале 1968 года хранитель рисунков в Метрополитене Джейкоб Бин, который и приобрёл «Вид на храмы Венеры и Дианы в Байи с юга» для музея у P. & D. Colnaghi & Co., впервые выразил сомнения в подлинности рисунка. Он обратил внимание, что в нём не было страстного желания запечатлеть античные постройки и ослепления красотами Италии, которые должны были охватить северянина Яна Брейгеля во время путешествия по новой для него стране. В рисунке искусствовед увидел отчётливое влияние романтизма, который ещё даже не намечался в XVII веке, когда жил Брейгель.
Художественный критик Джонатон Китс писал в своей книге о фальсификациях произведений искусства, что в 1963 году Эрик Хебборн приобрёл рисунок, приписываемый Яну Брейгелю Старшему. На нём были изображены разрушенные храмы Венеры и Дианы в древнем портовом городе Байи, процветавшем в эпоху Древнего Рима. Пейзаж был написан сепией. Некоторые элементы изображения показались неуместными для требовательного Хебборна. Он решил, что в его руках находится не оригинал, а только старинная копия, возможно, нарисованная гравёром, готовившимся приступить к созданию гравюры. Хебборн решил заменить копию «воссозданным» оригиналом. Рисунок он прикрепил к доске для рисования рядом с чистым листом бумаги той же эпохи и приступил к работе. Будучи сам талантливым рисовальщиком, он сумел придать своей работе импровизационность, которой обычно не хватает копиям. Опыт работы также подсказал Хебборну, что линии на копии обычно рисуются не в том порядке, в котором они были бы нарисованы с натуры.
Задачей Хебборна была своего рода «деконструкция» копии — сначала рассмотрение каждого фрагмента копии с точки зрения рисования с натуры, а затем реконструкция оригинала на другом листе бумаги. По словам Джонатона Китса, Хебборн, «выпив немного бренди, … воскресил встречу Брейгеля с храмами Венеры и Дианы». После «воссоздания» оригинала он смыл копию над унитазом и вставил своё творение в старинную раму. Фальсификацию он продал Colnaghi Galleries на Бонд-стрит в Лондоне. Хебборн гордился результатом работы и в 1973 году посетил выставку европейских рисунков XVI века на Вилле Медичи в Риме, где экспонировался рисунок. Он заявил: «Моё удовольствие немало возросло, когда я наткнулся на стену рисунков, расположенных вокруг моего „Брейгеля“, который служил центральным элементом».
Близко знавший Хебборна Грэм Смит, причастный к фальсификациям своего друга, настаивал, что «Вид на храмы Венеры и Дианы в Байи с юга» всё-таки является не подделкой, а оригиналом.

### «Часть большого великолепного порта, использовавшегося древними римлянами» Джованни Пиранези

Эрик Хебборн. Часть большого великолепного порта, использовавшегося древними римлянами, до 1978

Одной из самых известных фальсификаций Эрика Хебборна стал рисунок под названием «Сцена из римской гавани» или «Часть большого великолепного порта, использовавшегося древними римлянами», приписанный впоследствии Джованни Пиранези. Он был куплен Национальной галереей Дании в Копенгагене. Сам Хебборн утверждал, что работа над подделкой началась с приобретения «хорошего листа бумаги определённой даты и типа». Он купил несколько больших листов плотной бумаги XVIII века в книжном магазине на Тоттенхэм-Корт-Роуд в Лондоне (Чарльз Рив утверждал, что лист плотной бумаги XVIII века Хебборн приобрёл у продавца эстампов в Лондоне). Уже после этого фальсификатор стал подбирать художника, который использовал именно такую бумагу.
Ряд крупных международных экспертов, в том числе Эрик и Кристофер Фишер, посчитали рисунок подлинной работой Пиранези. Считается, что он был приобретён музеем в 1969 году за 20 000 долларов, но датская газета сообщила даже, что рисунок якобы стоил 35 млн долларов. Хебборн не имел в виду конкретного покупателя, когда создавал эту подделку. Он был доволен, что её купил пользующийся большим авторитетом в мире искусства Ханс Максимилиан Кальманн, который затем продал её Национальной галерее Дании. Прежде чем продать эту работу лондонскому дилеру Хансу Кальманну, Хебборн, по словам историка искусства и ассоциированного профессора кафедры истории искусств в Колледже искусства и дизайна Онтарио в Торонто Чарльза Рива, «имел удовольствие отказаться продать» её директору Института искусств Миннеаполиса Тони Кларку. Сам Хебборн заработал на этом рисунке 11 300 фунтов стерлингов (в ценах 1969 года, уже к 2017 году цена была бы как минимум в 11 раз больше этой суммы).

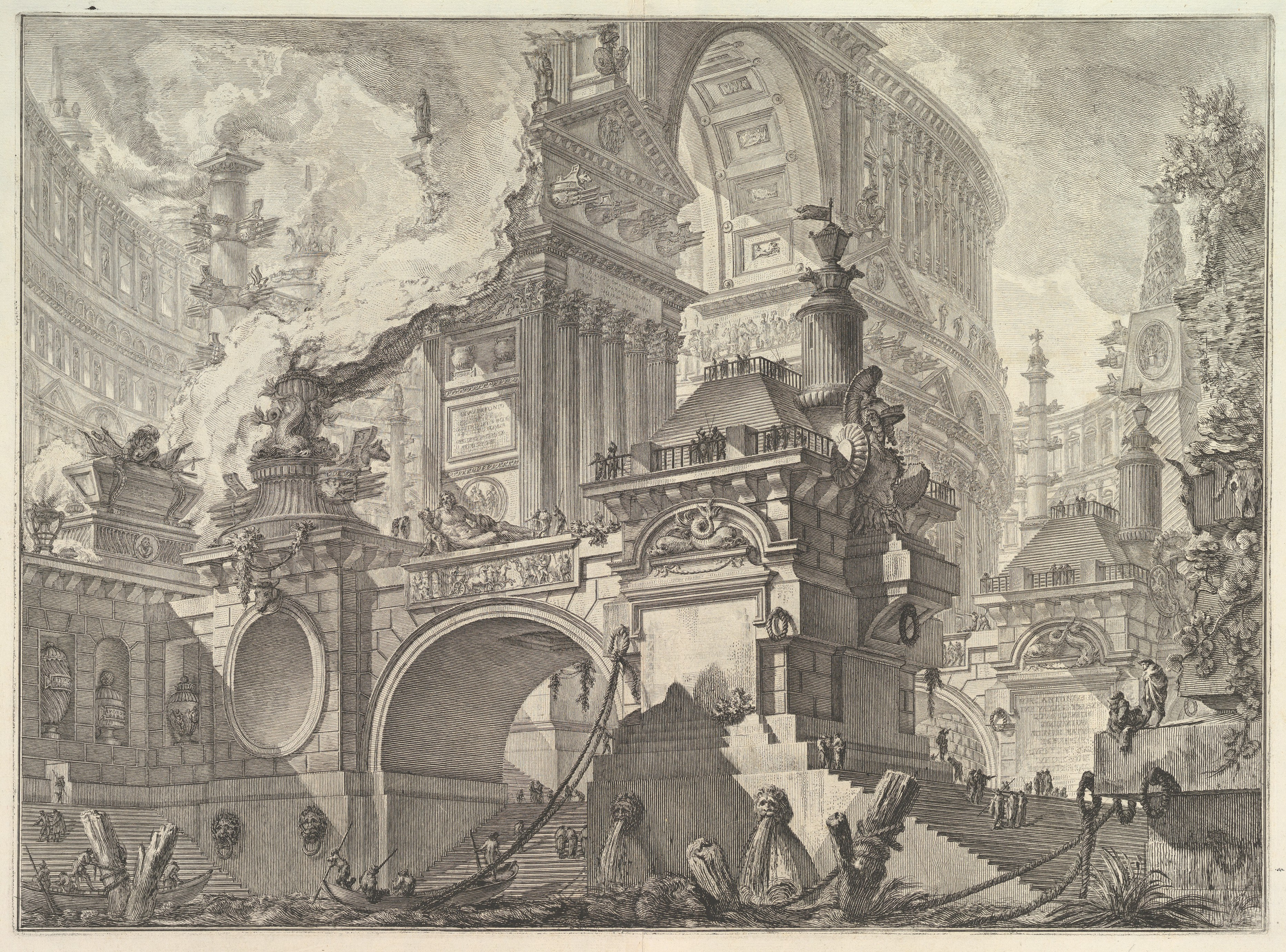
Джованни Пиранези. Часть большого великолепного порта, использовавшегося древними римлянами, 1749 или 1750

Рисунок был вдохновлён офортом, который, как считал Хебборн, «испортил» итальянский художник (офорт находится в коллекции музея Метрополитен, инв. 37.45.3(41), он датируется 1749 или 1750 годом, техника — гравировка на меди, сухая игла, размер — 40 × 54,5 см). Офорт носил длинное название «Часть большого великолепного порта, использовавшегося древними римлянами» (итал. «Parte di ampio magnifico Porto all'uso degli antichi Romani»). Композиция офорта казалась Хебборну забитой лишними объектами и, по мнению фальсификатора, страдала серьёзными нарушениями логики. Пиранези словно попытался уместить большую и наполненную предметами сцену на слишком маленькой медной пластине. Автор офорта был, по предположению Дэвида А. Скотта, вдохновлён реальными или воображаемыми руинами Древней Греции и Рима. Хебборн детально изучил эту работу Пиранези и предположил, что размер медной пластины, с которой была осуществлена печать, вполне мог быть уменьшен в сравнении с предварительным рисунком. Фальсификатор создал «оригинальный рисунок» художника для этого офорта на той же бумаге, которую использовал сам Пиранези, а также воспользовался старым рецептом бистра XVIII века для нанесения красочного слоя. Хебборн утверждал, что две вещи делают его рисунок неотличимым от подлинной работы Пиранези:
- во-первых, экспертиза не может распознать подделку из-за возраста бумаги и типа красок, которые использовал фальсификатор;
- во-вторых, даже специалист по итальянской графике XVIII века будет обманут детальной имитацией стиля Пиранези.

Как и в случае с Брейгелем из коллекции музея Метрополитен, Хебборн «воссоздавал» оригинал. При этом он предвосхищал более грандиозную композицию, чем та, которая сохранилась на офорте. Рисунок, который он сделал, преломил сюжет и стиль Пиранези через его собственное воображение. Обманув экспертов, он не только доказал убедительность своего взгляда на эпоху Пиранези, но и продемонстрировал, что его рука может не оставлять даже малейшего следа своей принадлежности к другому времени.
Хебборн объявил рисунок своей фальсификацией в телевизионной программе BBC, но кураторы Национальной галереи Дании некоторое время отказывались признавать рисунок подделкой. Уже после того, как выяснилась истина, некоторые эксперты признали качество рисунка несовместимым с подлинными работами Пиранезе. Другие, однако, утверждали, что произведение неотличимо от подлинного творчества итальянского художника.

### «Святой Иво» круга Рогира ван дер Вейдена

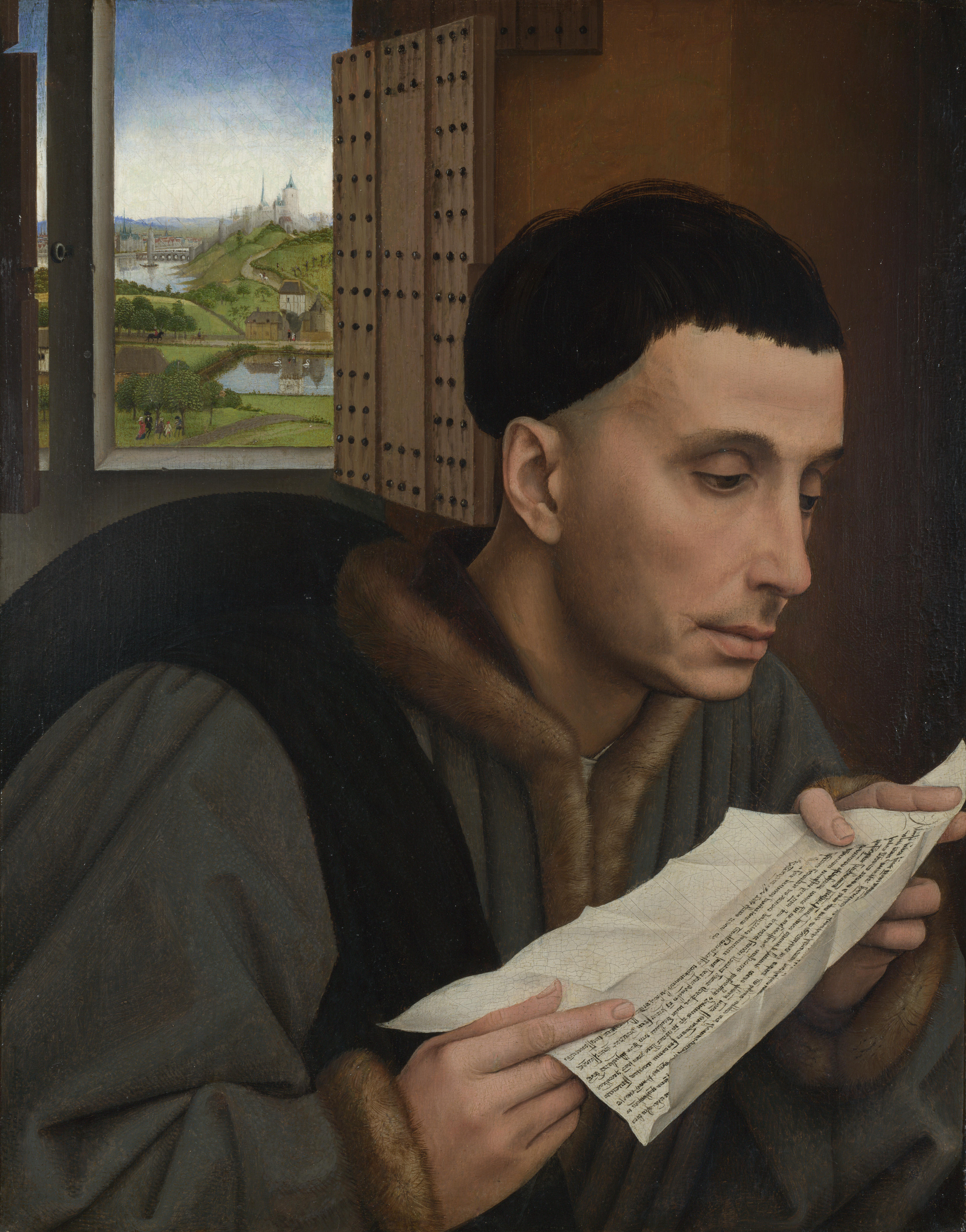
Круг Рогира ван дер Вейдена. Святой Иво (?), 1450 (?)

Портрет «Читающего мужчины» (англ. «A Man Reading» или англ. «Saint Ivo», 45 × 35 см, масло на дубе), предположительно, являющегося святым Иво Бретонским, читающим юридический текст, по мнению экспертов Лондонской национальной галереи (инв. NG6394, демонстрируется в постоянной экспозиции в зале № 63, портрет приобретён в 1971 году), где он находится, был создан в мастерской нидерландского художника Рогира ван дер Вейдена. Историк искусства Кристофер Райт выступил с заявлением, что это — подделка XX века, запечатлевшая неизвестного мужчину, который имеет стрижку в стиле The Beatles и «читает газету». Он утверждает, что создателем картины является Эрик Хебборн. Райт считает, что картина просто «вопиёт» о 1960-х, и приводит в доказательство неоднократные заявления Эрика Хебборна о своём авторстве этой работы. В одном фрагменте автобиографии фальсификатор также упомянул, что написал для торговца «раннюю нидерландскую картину».
Считается, что на картине изображён святой покровитель юристов и защитник бедных. Райт не только высмеивает стрижку персонажа, которая мало соответствует XV веку, но и считает, что текст, который держит перед глазами герой картины, не может относиться к эпохе нидерландского Возрождения. Искусствовед впервые поставил под сомнение подлинность «Святого Иво» в 1984 году в своей книге «Искусство фальсификатора», не упомянув при этом имени Хебборна. Это побудило директора Национальной галереи отменить лекции Райта в музее и отдать распоряжение книжному магазину избавиться от всех книг искусствоведа в продаже (сотрудники магазина всё равно держали экземпляры под прилавком для посетителей, которые их постоянно спрашивали). Райт утверждал, что установление возраста дубовой панели картины показало: она датируется примерно 50 годами после смерти художника. Именно «поэтому она приписывается его мастерской». Хебборн использовал старинную бумагу для изготовления рисунков, следовательно, он мог использовать и старое дерево, например, от старинной мебели. Райт указал на другие проблемы изображения, такие как капюшон, «который бросает вызов законам гравитации», и вполне современный шрам на лице. Искусствовед делал вывод: «Накопление мелких доказательств приводит к убеждению, что что-то не так».
Райт полагает, что картина была создана в 1968 году и предназначалась Хебборном для дилера Дэвида Карритта. Лондонская национальная галерея продолжает считать «безосновательными» заявления Райта в книге 1984 года и интервью Хебборна, которое он дал в 1991 году. Галерея прослеживает историю картины вплоть до собрания коллекционера, умершего в 1806 году. Однако Райт утверждает, что нет никаких доказательств того, что речь идёт о той же самой картине. Он считает, что рисунок с похожей композицией британского художественного критика Джорджа Шарфа, относящийся к 1850-м годам и якобы выполненный со «Святого Иво», относится на самом деле к утерянной картине: «На рисунке святой смотрит прямо на бумагу, которой на картине нет. Изображение письма [на рисунке] также не соответствует ему на картине. Хебборн совершал ошибки, поскольку он не был специалистом по этому периоду».

## Эрик Хебборн — художник и педагог
У Эрика Хебборна в 1970-х и 1980-х годах состоялись персональные выставки картин в Генуе, Гамбурге, Маниле, а также в Alwin Gallery в Лондоне. На вилле Санта-Мария он переводил и иллюстрировал эпос о Гильгамеше, а также занимался акварелью. Выставка его акварелей состоялась на вилле д’Эсте в Тиволи и принесла ему серьёзный успех. После публикации автобиографии, в которой он признался в подделке картин, у него состоялась персональная выставка собственных картин в Julian Hartnoll Gallery в Лондоне и подделок в Archeus Gallery.
В качестве педагога Хебборн работал в Великобритании в школах искусств небольших городов Райгит и Редхилл в графстве Суррей и вёл класс акварели в школе Норвича. В последние годы жизни Хебборн рисовал и преподавал живопись. В Антиколи-Коррадо, где он прожил почти 30 лет, местные жители называли его «Il Professore» (рус. «Учитель»).

## Литературное творчество и мемуары
В мемуарах, опубликованных в 1991 году, Хебборн раскрыл подробности периода своей жизни, когда он фальсифицировал работы старых мастеров. Художник утверждал, что некоторые из его подделок так и остались неразоблачёнными и находятся в частных коллекциях по всему миру. На русский язык в одном из выпусков журнала «Иностранная литература» за 2013 год был переведён фрагмент этой книги, включающий Пролог, Главу XI «Снимая маску» и Эпилог. В автобиографии фальсификатора прослеживаются две основные темы: продажность торговцев произведениями искусства и отсутствие компетентности у искусствоведов, подтвердивших подлинность его подделок. Основное различие между описанием Грэма Смита и Эрика Хебборна в их автобиографиях процесса изготовления подделок заключается в объяснении мотивов. Грэм Смит предполагал, что фальсификатор любил искусство и получал удовольствие от самого процесса создания произведения искусства, подлог же был побочным эффектом, который позволял поддерживать любовникам и партнёрам по криминальному бизнесу определённый уровень жизни. Сам Хебборн, напротив, детально описывал приёмы, которые были тщательно разработаны и использовались при изготовлении подделок и обмане историков искусства и дилеров. По мнению Смита, фальсификатор в мемуарах пытается изобразить себя более яркой личностью, чем был на самом деле. По мнению Джонатона Китса, читателей возмутил стиль книги Хебборна. Как писал художественный критик New York Times, «Книга — не „признание“, как обещает подзаголовок, а самооправдание».

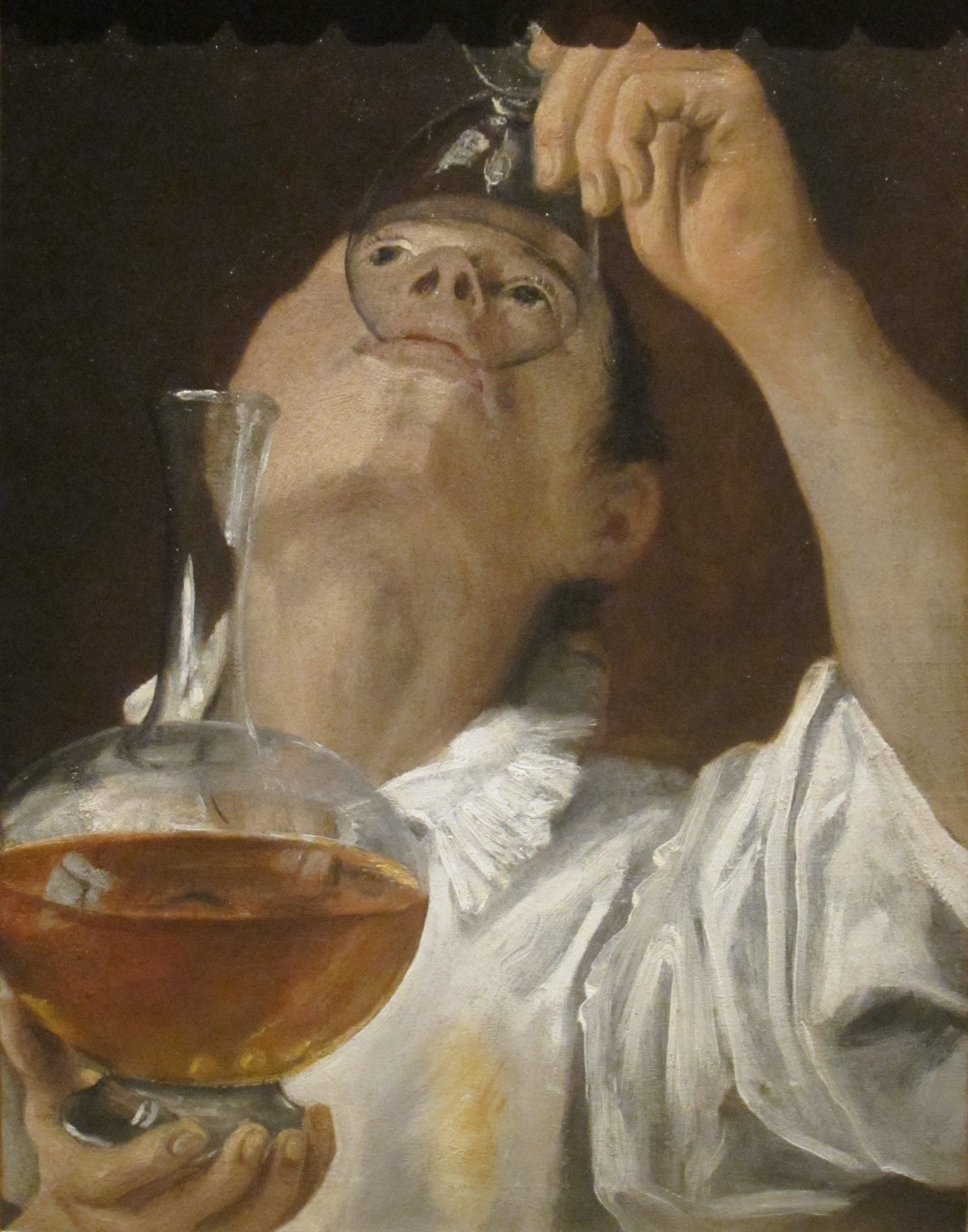
Аннибале Каррачи. Пьющий мальчик, 1582—1583. Картина из Художественного музея Кливленда, в авторстве которой «сознался» Эрик Хебборн

Всего за несколько недель до смерти фальсификатор опубликовал свою новую книгу на итальянском языке — «Учебник фальсификатора» (итал. «Il Manuale del Falsario»), спустя короткое время она была издана на английском языке под названием «Справочник фальсификатора произведений искусства» (англ. «The art forger's handbook»). Она содержала набор инструкций по подделке и продаже рисунков и картин, выполненных в европейской традиции. В книге, например, описывались методы изготовления краски тёмно-коричневого цвета и техника тонирования бумаги. Томас Ховинг назвал эту книгу «восхитительной и невероятно опасной». Каждый читатель получил возможность освоить искусство изготовления подделок. Само название книги Тьерри Ленен называл «праздником иронии». Так, Хебборн утверждал в ней, что, поскольку фальсификатор использует в основном те же методы, что и старые мастера, его руководство можно использовать для изучения аутентичного искусства. Трактат Хебборна был богато иллюстрирован фотографиями и схемами. Автор пародировал также стиль и формулировки старинных справочников, таких, как «Список различных искусств» (англ. «De diversis artibus») монаха-бенедиктинца XII века Феофила Пресвитера и «Книга об искусстве» (англ. «Libro dell’arte») Ченнино Ченнини. Эти средневековые трактаты имеют тенденцию прояснять даже тривиальные аспекты живописной техники, всегда начиная с самых основ. Объяснение Хебборном правильного способа подготовки пера, иллюстрированное старомодными гравюрами, в подражание им начинается с инструкции: «сначала найдите податливую птицу».
Эдвард Дольник писал, что другие фальсификаторы считают («часто с раздражением»), что техническая информация в справочнике Хебборна отличается надёжностью. Художник советовал фальсификаторам ограничиваться рисунками и держаться подальше от картин маслом. По мнению Хебборна, необходимо сосредоточиться на «доступных художниках». Великие художники, такие как Питер Брейгель Старший, Ганс Гольбейн Младший или Рембрандт, не могут быть воспроизведены фальсификатором. Они представляют двойную опасность: художники были настолько искусны, что имитация будет легко выявлена, и их работы настолько дороги, что любая подделка обязательно вызовет скептичные отзывы экспертов.
Перед своей гибелью в 1996 году Хебборн трудился над работой под названием «Язык линии» (англ. «The Language of Line»). На момент его смерти она включала 8 листов формата А4 с текстом, набранным на печатной машинке, присутствовали Введение и Заключение. Рукой Хебборна были сделаны отдельные заметки и приписан в конце работы последний абзац. Рукопись представляет собой трактат по изобразительному искусству. В тексте неоднократно упоминаются неизвестные в настоящее время рисунки. Предполагается, что Хебборн не сумел завершить их перед своей смертью. В этой работе фальсификатор высмеивает специалистов в области изобразительного искусства из-за отсутствия у них умения проводить научную экспертизу рисунков и свойственного им жонглирования ни к чему не обязывающими фразами. По его мнению, аналитические умения таких специалистов не выходят за рамки поверхностных наблюдений. С его точки зрения, живопись могут понять только те, кто «по крайней мере умеет в некоторой степени рисовать». Рукописная копия была продана на аукционе Webbs of Wilton Ltd в Уилтшире в октябре 2014 года анонимному участнику торгов за 3600 фунтов стерлингов, что значительно превысило первоначальную цену в 50 фунтов стерлингов. По предположению журналиста The Guardian, это мог быть некто, предположивший, что в ней содержатся ключи к определению подделок, которые всё ещё хранятся в государственных и частных коллекциях.
Эдвард Дольник писал, что рецепты Хебборна больше напоминают работу на кухне, чем в химической лаборатории. Рисунок, пишет фальсификатор, объясняя, как сделать так, чтобы чернила вошли в поверхность страницы, как это в конечном итоге происходит в старых рисунках, нужно «не обжечь, а запечь в духовке с умеренной температурой». Хебборн даже добавлял: «Это скорее похоже на жарку чеснока: мгновение, и он испорчен, поэтому внимательно следите за ним [за рисунком]».
Среди других книг фальсификатора — руководство по итальянской каллиграфии эпохи Возрождения. Книга предназначена для тех, которые пытается сделать свой почерк элегантным или «открыть для себя удовольствие от рукописного текста». «Рукопись похожа на рисунок», — утверждал Хебборн в книге.
Хебборн был замечательным рассказчиком. Его рассказы указывали на феноменальную (хотя и избирательную) память. Он знал итальянский и испанский языки, а также латынь. Хебборн перевёл (и проиллюстрировал) стихи Федерико Гарсиа Лорки, сонеты Микеланджело и Джузеппе Джоакино Белли.

## Эрик Хебборн в европейской культуре
После смерти фальсификатора его сестра забрала все работы, оставшиеся в его студии, включая множество подготовительных рисунков тушью, мелком и акварелью, в которых Хебборн пытался подражать манере старых мастеров. В одном эскизе мастер скопировал пророка Иеремию Микеланджело из росписей в Сикстинской капелле. Другие рисунки были выполнены в стиле эпохи Возрождения, но не являются копией работы конкретного художника. 236 рисунков были выставлены на продажу в 2014 году отдельными лотами по цене от 100 до 500 фунтов стерлингов каждый на аукционе Webbs of Wilton в Уилтшире. Крупные британские средства массовой информации посвятили статьи распродаже. Ещё одна крупная партия работ Хебборна была представлена на аукционе Webbs of Wilton летом 2015 года. Помимо 23 рисунков и трёх картин маслом были выставлены на торги также некоторые рукописи и книги, написанные Хебборном об искусстве фальсификации. В их число входили, например, заметки к лекции, которую он назвал «Изящное искусство обмана» (англ. «The Gentle Art of Deceiving»). Выставленные на продажу объекты происходили из коллекции последнего торгового агента Хебборна. По предварительным подсчётам, коллекция должна была быть продана за 10 000 фунтов стерлингов. Результаты торгов значительно превзошли ожидания организаторов. Коллекция была продана за 50 000 фунтов.
В 1991 году на телеканале BBC в программе «Омнибус», посвящённой ярким событиям и явлениям искусства XX века, был представлен документальный фильм Патрика Марка «Эрик Хебборн: портрет мастера фальсификаций» (англ. «Eric Hebborn: Portrait of a Master Forger»), посвящённый художнику. Это был дебютный фильм режиссёра. В нём фальсификатор признавался в создании подделок и разоблачал рынок торговли произведениями искусства. В частности, он заявил: «Я просто не думаю, что вы найдёте честного человека, который к тому же будет дилером».
Писатель П. Дж. Блейк свой роман «В тени старого мастера» (англ. «In the Shadow of an Old Master») написал на основе событий жизни и обстоятельств смерти Эрика Хебборна. Незадолго до своей загадочной смерти фальсификатор Эрик Харгрейв работал над новой книгой, которая могла бы разоблачить множество подделок, хранящихся в музеях. Когда с трудом обнаруженная книга оказывается в руках лондонского арт-дилера, инспектору комиссариата Трансевере Альберто Конти (главному герою детективного романа) приходится закрыть расследование из-за давления чиновников. Книга готовится к публикации, но неожиданный поворот событий проливает новый свет на махинации фальсификатора и возможную причину его смерти.
Виланд Шванебек, доктор философии, преподаватель факультета языка, литературы и культурологии Дрезденского технического университета, неоднократно отмечал необычное сходство сюжетов и жизненных позиций героев романа Патриции Хайсмит «Мистер Рипли под землёй» с судьбой и взглядами на искусство Эрика Хебборна.